# Raión de Ichnia
Ichnia (en ucraniano: Ічнянський район) fue un raión o distrito de Ucrania en el óblast de Chernígov. En la reforma territorial de 2020, su territorio fue incluido en el raión de Pryluky.
Comprendía una superficie de 1576 km².
La capital era la ciudad de Ichnia.

## Demografía
Según estimación 2010 contaba con una población total de 40945 habitantes.

## Otros datos
El código KOATUU es 7421700000. El código postal 16700 y el prefijo telefónico +380 4633.